# Ronon Dex
Ronon Dex és un personatge de ficció de la sèries Stargate Atlantis, interpretat per l'actor Jason Momoa.

## Història
És un Satedan de la galàxia de Pegasus que ha sigut un fugitiu durant els últims 7 anys. Abans de la seua captura pels Espectres, havia sigut membre dels militars de Sateda, portant el rang d'"especialista". És trobat pels humans de la Terra quan ell captura al tinent coronel Sheppard i a Teyla Emmagan i fa un tracte amb ells: si el seu doctor poguera llevar el dispositiu de rastreig, ell els ajudaria a capturar el tinent Ford. El Dr. Beckett aconseguix extraure el dispositiu, però un atac dels Espectres impedix la captura de Ford, i Ronon torna amb ells a Atlantis. Quan envien un MALP a una adreça de la porta que ell els va donar, descobrixen que el seu planeta va ser destruït totalment.
Sheppard li oferix un lloc en el seu equip després que prove el seu valor contra els infants de marina, quasi abata a Teyla i aconseguix passar les proves de punteria. Ell té una arma única, una pistola d'energia; a més, porta una espasa.
Inicialment, Ronon Dex pareix molt primitiu i salvatge, probablement a causa de la vida fugitiva durant set anys en què va estar allunyat de tot contacte humà. No obstant això, en episodis més recents, el seu personatge es mostra més relaxat. L'únic comportament que conserva de les èpoques més irracionals és quan s'enfronta als Espectres, o quan està amenaçat, llavors se li pot vore violent i impulsiu.
Més endavant, Ronon va descobrir que no era l'únic membre que sobrevivia del seu poble. Prop de 300 Satedans més van aconseguir refugiar-se a l'oest de la capital, i més tard es van mudar a altres planetes, com Ballkan i Manaria. També es va assabentar que Kell, cap de tasques durant el seu entrenament militar, estava entre els supervivents. Poc després, quan Kell va anar a Ballkan a negociar, Ronon el va matar per considerar-lo un traïdor i un covard.